# Calea ferată Timișoara–Arad
Calea ferată Timișoara-Arad face parte din magistrala CFR 310 Timișoara - Arad - Oradea care leagă cele mai importante municipii din vestul României. Are o lungime totală de 57 km. A fost dată în folosință la data de 6 aprilie 1871. Este o linie simplă, electrificată.

## Istoric

### Primele proiecte
Primul proiect pentru realizarea unei căi ferate de la Timișoara la Arad și mai departe la Budapesta, datează din anii 1843-1844, în zorii construcțiilor de căi ferate în Europa. Cel care a elaborat ambițiosul proiect era constructorul de drumuri Friedrich List. El a imaginat o cale ferată cu vagoane trase de cai, însă proiectul său nu a întâmpinat destulă susținere.
Câțiva ani mai târziu, în 1848, contele István Széchenyi  întocmește un nou plan, similar celui precedent, dar cu tracțiune pe locomotive cu abur. Administrația maghiară l-a primit, însă nu l-a implementat niciodată. După aceste încercări temerare de introducere a căii ferate în zona Banatului, a urmat o perioadă de stagnare a proiectelor feroviare în tot Imperiul Austro-Ungar.
Al treilea proiect datează din anii 1864 și a fost realizat de inginerii timișoreni Heinrich Reiber și Zacharias Hermann. Garnizoana de la Arad s-a împotrivit proiectului. Deși proiectul nu s-a implementat, el a constituit baza tehnică pe care s-a construit ulterior calea ferată care să conecteze Timișoara de calea ferată Arad–Budapesta.

### Decizia de construire a liniei
După anul 1867 autoritățile maghiare intensifică construcția rețelei feroviare și relaxează cadrul legislativ pentru a permite extinderea rapidă a noilor mijloace de transport. În acest context favorabil, planurile mai vechi sunt reluate și perfecționate de contele Imre Miko, ministru al comunicațiilor. De altfel, el a elaborat un plan detaliat de construcție a rețelei feroviare ungare, printre care se afla și calea ferată Timișoara-Arad. Un aport important l-a avut generalul pașoptist György Klapka, care și-a adus sprijinul politic necesar trecerii prin Parlament a legii de construcție.
Astfel, în 1868, Dieta de la Budapesta adoptă Legea 38/1868, care aprobă construcția segmentului de cale ferată Timișoara - Arad și dispune concesionarea către o societate anonimă particulară care urma să se constituie în acest sens și care să se ocupe de construcția ei.

### Construcția
Construcția propriu-zisă începe la 3 decembrie 1868 în lungime de 57,2 km fiind concesionată unei societăți particulare. Lucrările au durat 16 luni și inaugurarea liniei a avut loc la data de 6 aprilie 1871. Primele trenuri pe această secție erau trenuri mixte având în compunere doar câteva vagoane de călători, viteza comercială nedepășind 16-25 km/h. Ele erau remorcate de locomotive cu 3 osii cuplate (categoria III, seria MAV-335) construite între anii 1869-1870 de fabrica austriacă G. Sigl Lokomotiv & Maschinen Fabrik din Wiener Neustadt.
Conducerea liniei intră în competența juridică a Asociației feroviare din Regiunea Tisa.
Primele trenuri care au circulat pe această rută aveau în componența lor numai câteva vagoane de călători. Viteza comercială nu depășea 25 km/h.

### Electrificarea
În perioada comunistă, autoritățile au pornit un program masiv de electrificare a principalelor magistrale feroviare din țară. Acest lucru era de o importanță critică pentru modernizarea căilor ferate. Prioritare erau Magistrala CFR 900 București-Orșova-Caransebeș-Timișoara Nord și Magistrala CFR 200 București-Deva-Arad-Curtici. Linia Timișoara - Arad face legătura între aceste două magistrale și ca atare a fost și ea inclusă în planul de electrificare. Electrificarea s-a făcut de la sud spre nord, astfel că linia Craiova-Orșova era electrificată în 1969, segmentul Orșova-Caransebeș-Reșița, la 20 iulie 1971, segmentul Caransebeș-Timișoara în anul 1974. În 1975 s-a electrificat și tronsonul Timișoara-Aradu Nou (terminat în 15 septembrie). Electrificarea a continuat până la gara Curtici-Lőkösháza/Leucușhaz pe 19 decembrie 1975.

## Imagini

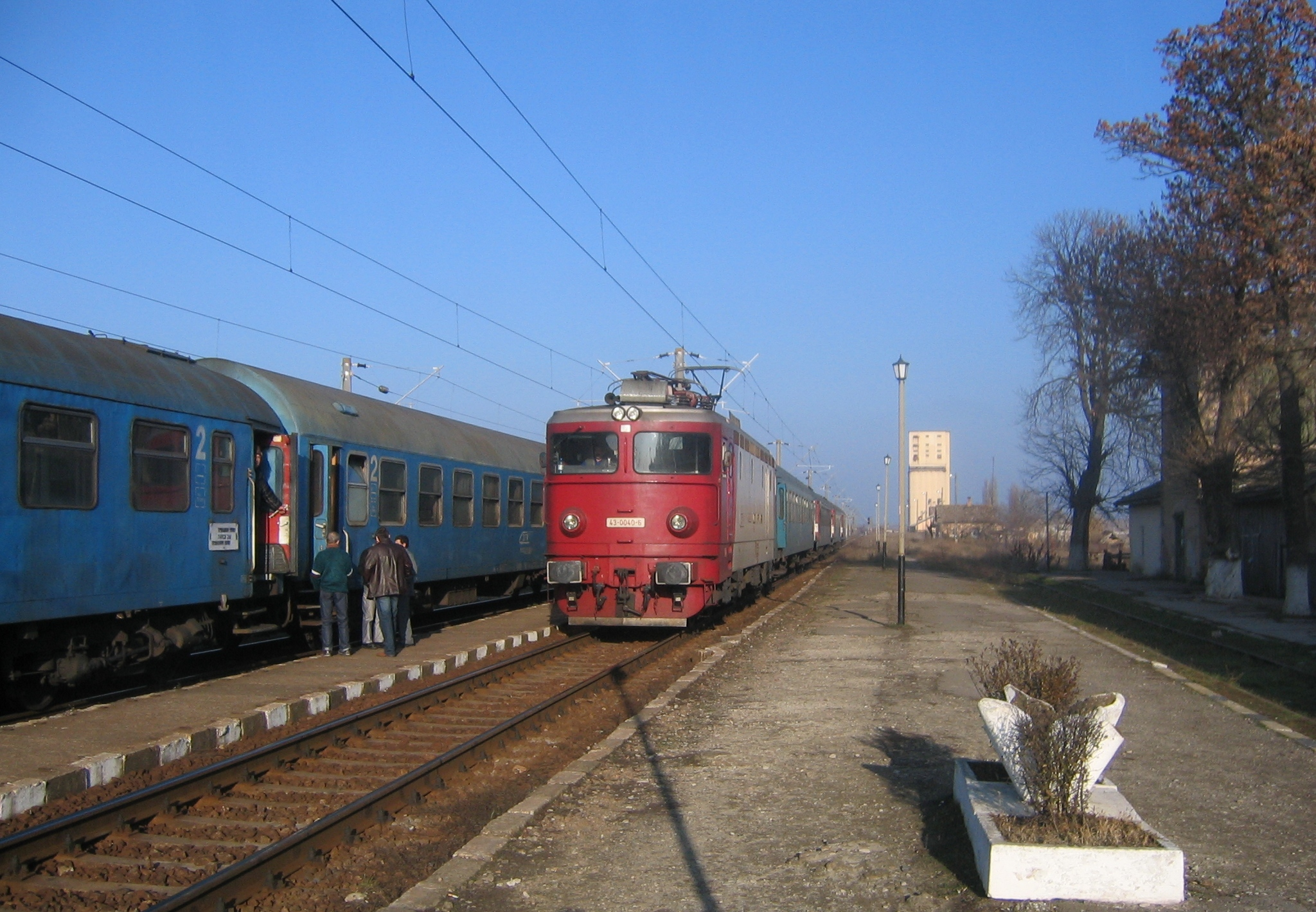
Trenuri în stația Vinga